# Яснэг
 Яснэг — посёлок в Сыктывдинском районе Республики Коми, административный центр сельского поселения Яснэг.

## География
Расположен на правобережье Сысолы на расстоянии примерно 48 км по прямой от районного центра села Выльгорт на юг.

## История
Выль-Ясног впервые упомянут в 1916 году как починок, где отмечено, что в нём всего 7 дворов и 21 житель. Основателями была семья Патовых. К 1926 году в починке было 16 дворов и 69 жителей. В 1930-х годах рядом с починком возник посёлок спецпереселенцев Вöрью. В переписи 1939 года уже упоминается лесоучасток Ясног. До войны в деревне Ясног было двадцать пять домов и колхоз «Выль Ясног». Название «Ясног» на «Яснэг» изменено в 1977 году. Собственно посёлок Ясног появился в 1948 году, в 1950 году был создан Ясногский лесопункт, началось строительство жилья и дорог. В 1959 году был создан Ясногский леспромхоз. В настоящее время в посёлке работает участковое лесничество, райпо, магазины, почта, дом культуры, детский сад, средняя школа, несколько лесозаготовительных предприятий и лесопильное производство ООО «Коми лесная компания», «Лузалес», «ЯснэгЛеспром», ООО «ШОМ».

## Население
Постоянное население составляло 988 человек (русские 51 %, коми 33 %) в 2002 году, 796 — в 2010.